# Киселево (Фарафоновское сельское поселение)
Киселёво — деревня в Кашинском городском округе Тверской области.

## География
Находится в юго-восточной части Тверской области на расстоянии приблизительно 10 км на юго-восток по прямой от города Кашин на левом берегу Волги.

## История
Деревня была показана еще на карте Менде (состояние местности на 1848 год). В 1859 году здесь (деревня Калязинского уезда) было учтено 10 дворов, в 1978 — 16. До 2018 года входила в состав ныне упразднённого Фарафоновского сельского поселения.

## Население
Численность населения: 87 человек (1859 год), 5 (русские 100 %) в 2002 году, 0 в 2010.